# Oscar Kardolus
Oscar Kardolus (Den Haag, 21 december 1956 – Delft, 14 november 2017) was een Nederlands sabelschermer.

## Loopbaan
Hij was negenvoudig Nederlands kampioen sabel (1982, 1983, 1985, 1986, 1987, 1988, 1989, 1993 en 1995). Op 17 juni 2006 benoemde de Koninklijke Nederlandse Algemene Schermbond (KNAS) Oscar tot 'Lid van Verdienste' wegens zijn verdiensten voor de Nederlandse schermsport. In 2007 werd Oscar tweede bij zowel het EK-veteranen als het WK-veteranen. Op 11 juni 2014 werd Kardolus benoemd tot erelid van de Koninklijke Nederlandse Algemene Schermbond (KNAS).
Kardolus was een lid van een bekende Nederlandse schermersfamilie. Hij was de zoon van Kasper Kardolus en een broer van Yvette Kardolus, Olaf Kardolus en Arwin Kardolus. Hij overleed in 2017 op 60-jarige leeftijd.